# Montonvillers
Montonvillers (picardisch: Moutonvilé) ist eine nordfranzösische Gemeinde mit 86 Einwohnern (Stand 1. Januar 2022) im Département Somme in der Region Hauts-de-France. Die Gemeinde liegt im Kanton Amiens-2.

## Geographie
Die kleine Gemeinde liegt rund zwei Kilometer westlich von Villers-Bocage.

## Einwohner
| 1962 | 1968 | 1975 | 1982 | 1990 | 1999 | 2006 | 2010 |
| ---- | ---- | ---- | ---- | ---- | ---- | ---- | ---- |
| 40   | 46   | 62   | 83   | 72   | 71   | 96   | 95   |

## Verwaltung
Bürgermeister (maire) ist seit 2008 Jean-Laurent Crampon.

## Sehenswürdigkeiten
- Kirche Saint-Antoine aus dem 16. Jahrhundert (Fassade im 19. Jahrhundert erneuert)